# عصای شبانی

عصای شبانی روی نشان خاندانِ بازلِ سوئیس که در قرون وسطی توسط شاهزاده-اسقف‌ها اداره می‌شد.

عصای شبانی یا کروزیِر (به انگلیسی: crozier) (همچنین با عناوین دیگری مانند پاتریسا، عصای اسقف یا پاستور نیز شناخته می‌شود) عصایی نمادین از مقام حکومتی یک اسقف یا راهب است و توسط رهبران عالی‌رتبه کاتولیک، کلیسای کاتولیک شرقی، مسیحیت ارتدکس شرقی، کلیساهای ارتدکس مشرقی، کلیسای سوری مالانکارا مار توما (Malankara Mar Thoma Syrian Church)، و برخی کلیساهای انگلیکن، لوتریان و پنطیکاستی حمل می‌شود.
در مسیحیت غربی شکل معمول آن شبیه به یک عصای چوپانی بوده‌است که در بالا خمیده شده. در مسیحیت شرقی به دو شکل رایج یافت می‌شود: اول به صورت تاو-شکل، با بازوهای منحنی با یک صلیب کوچک که در بالا قرار گرفته‌است یا این که یک جفت مار یا اژدهای مجسمه‌سازی‌شده که روبه‌روی یکدیگر حلقه زده‌اند و یک صلیب کوچک بین آنها وجود دارد.

## جستارهای وابسته

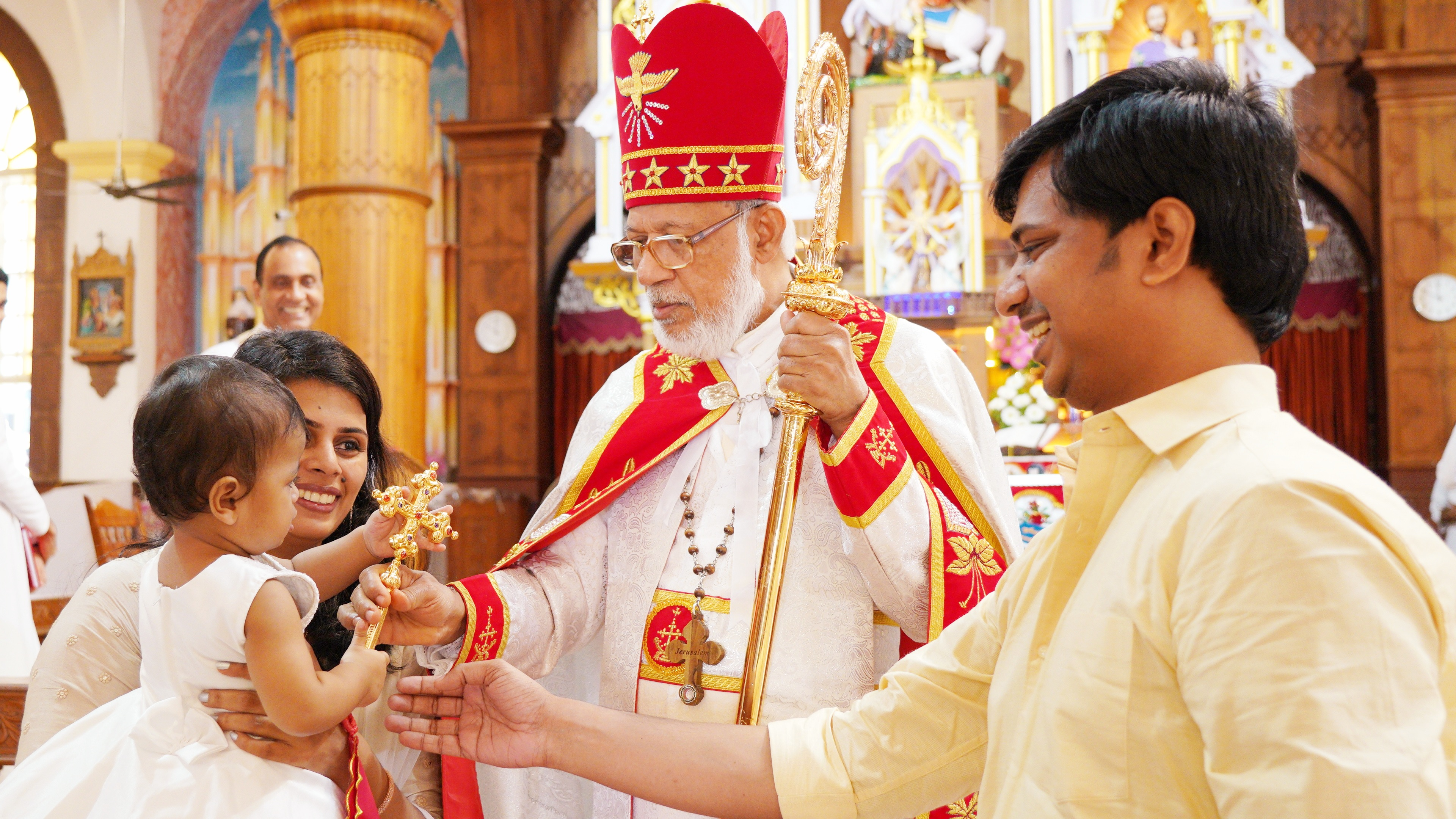
اسقف اعظم جورج آلنچری (George Alencherry) با عصای شبانی